# James Sprenger

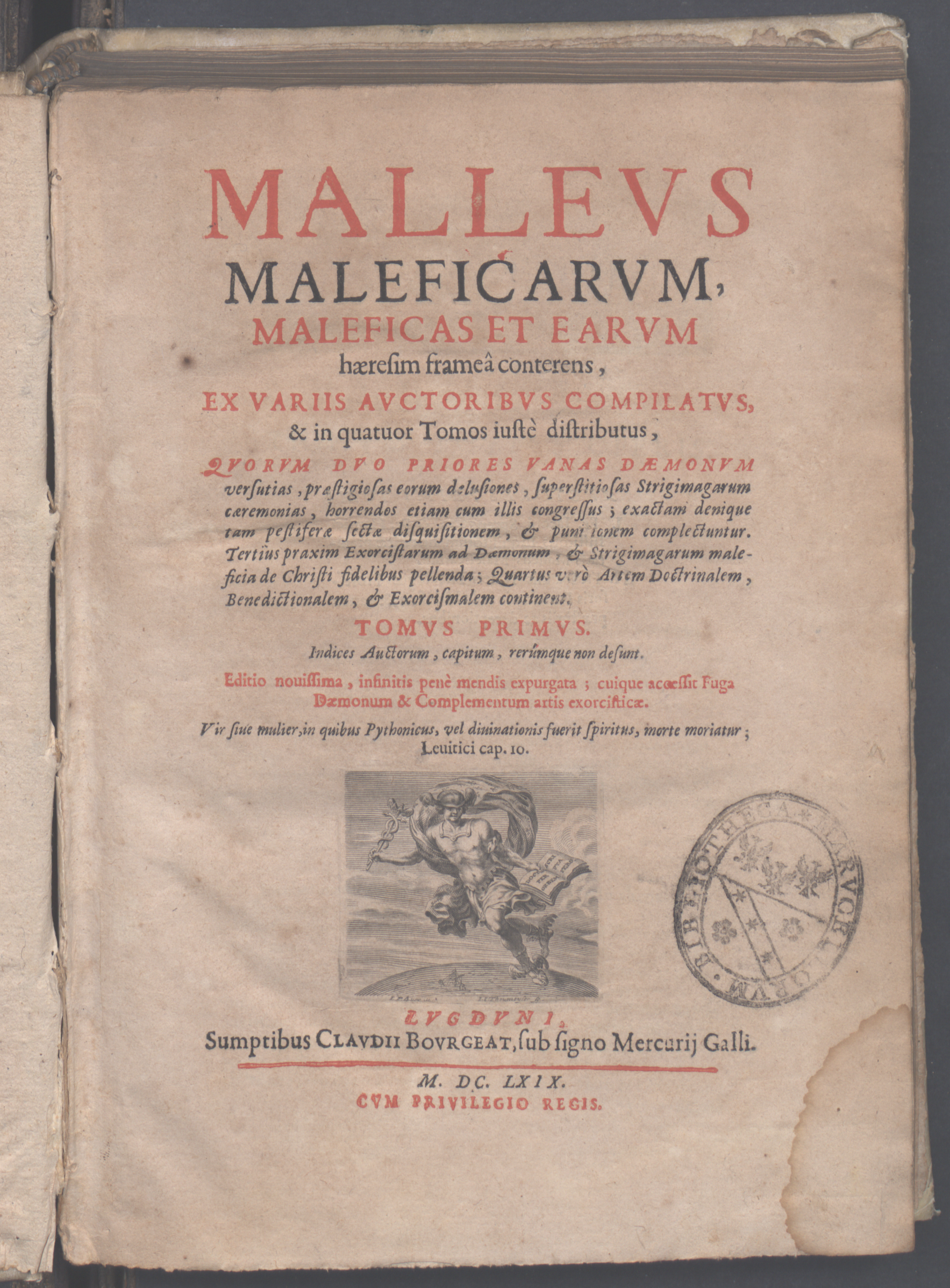
Malleus maleficarum, 1669

Jakob Sprenger (Rheinfelden, 1435, 1436, 1437 ou mesmo 1438 – Estrasburgo, 6 de dezembro de 1495) Jacob Sprenger ou ainda James Sprenger foi um monge inquisidor  dominicano que, juntamente com Heinrich Kraemer, foi chamado pelo Papa Inocêncio VIII para uma missão pelo norte da Europa, buscando evidências de pactos satânicos nos cidadãos comuns. A missão resultou no livro Malleus Maleficarum ou O Martelo das Bruxas.  O livro descreve a influência do demônio nas feiticeiras e a forma de identificar a fetiçaria, bem como a forma como as feiticeiras devem ser julgadas e punidas.
O nome de Sprenger está habitualmente associado com o convento de Colónia, e com a sua universidade, onde foi professor de Teologia. 
Embora tenha sido nomeado como inquisidor na Renânia em 1481, não há provas de qualquer participação activa nesta actividade da sua parte (ele é apenas mencionado como sendo consultado nalguns casos).